# Parti de l'unité serbe
Pour les articles homonymes, voir Parti de l'unité.
Le Parti de l'unité serbe (Странка Српског Јединства (Stranka Srpskog Jedinstva) en serbe), en abrégé SSJ, est un parti politique nationaliste serbe. Il a été officiellement enregistré le 21 octobre 1993 avec son siège à Jagodina, et a fusionné en 2007 dans le Parti radical serbe. Créé par Željko Ražnatović (Arkan), il était à la fin présidé par Borislav Pelević.

## Historique
Le Parti de l’unité serbe est créé par Željko Ražnatović (dit Arkan), qui en est le premier président. Après l’assassinat d’Arkan, survenu le 15 janvier 2000, Borislav Pelević lui succède à la présidence du parti.
Son programme comporte les points suivants : réaliser l’unité du peuple serbe, maintenir l’intégrité territoriale de la Serbie, préserver la tradition et la famille, défendre l’alphabet cyrillique. Il soutient le parlementarisme et la démocratie[réf. nécessaire].
Aux élections législatives serbes de 2003, le Parti de l’unité serbe participe à une coalition nommée Pour l’unité nationale. Cette coalition obtient 68 537 voix, soit 1,8 % des suffrages, score qui ne lui permet pas d’avoir de député à l’Assemblée nationale de Serbie.
Le 23 décembre 2007, le Parti décide de fusionner avec le Parti radical serbe de Vojislav Šešelj et de Tomislav Nikolić. De fait, aux élections législatives serbes de mai 2008, Borislav Pelević a été élu député sur la liste du Parti radical serbe.
En 2013, le parti est recréé sous le nom de Conseil de l'unité serbe (en) par Pelević. Le nouveau parti a pris part aux législatives de 2014 au sein de la coalition du Front patriotique, mais a échoué à atteindre le seuil nécessaire pour entrer à l'Assemblée nationale.